# 도부 우쓰노미야선
도부 우쓰노미야 선(일본어: 東武宇都宮線, Tōbu Utsunomiya-sen)은 일본의 도치기 현의 24.3 km 철도선이다. 도부 철도에 의해 소유되고 운행된다. 도치기 현의 신토치기 역부터 우쓰노미야의 도부 우쓰노미야 역까지 운행한다.
신토치기 역은 도부 닛코 선과 연결을 제공한다.

## 역 목록
모든 역은 도치기 현에 위치한다.
| 역 번호 | 역명             | 일본어 역명    | 접속 노선    | 위치              |
| ------- | ---------------- | -------------- | ------------ | ----------------- |
| TN 12   | 신토치기         | 新栃木         | 도부 닛코 선 | 도치기시          |
| TN 31   | 야슈히라카와     | 野州平川       |              | 도치기시          |
| TN 32   | 야슈오쓰카       | 野州大塚       |              | 도치기시          |
| TN 33   | 미부             | 壬生           |              | 미부정 시모쓰가군 |
| TN 34   | 구니야           | 国谷           |              | 미부정 시모쓰가군 |
| TN 35   | 오모차노마치     | おもちゃのまち |              | 미부정 시모쓰가군 |
| TN 36   | 야스즈카         | 安塚           |              | 미부정 시모쓰가군 |
| TN 37   | 니시카와다       | 西川田         |              | 우쓰노미야시      |
| TN 38   | 에소지마         | 江曽島         |              | 우쓰노미야시      |
| TN 39   | 미나미우쓰노미야 | 南宇都宮       |              | 우쓰노미야시      |
| TN 40   | 도부 우쓰노미야  | 東武宇都宮     |              | 우쓰노미야시      |